# Bozikás
Bozikás (Bozikas) är en ort i Grekland.   Den ligger i prefekturen Nomós Korinthías och regionen Peloponnesos, i den södra delen av landet, 100 km väster om huvudstaden Aten. Bozikás ligger 491 meter över havet och antalet invånare är 249.
Terrängen runt Bozikás är lite bergig. Runt Bozikás är det ganska glesbefolkat, med 31 invånare per kvadratkilometer. Närmaste större samhälle är Kiáto, 16,3 km nordost om Bozikás. 